# Parafia Świętego Ducha w Miłkach
Parafia Świętego Ducha w Miłkach – parafia greckokatolicka w Miłkach, w dekanacie węgorzewskim eparchii olsztyńsko-gdańskiej. Założona w 1991 roku. Terytorialnie obejmuje gminę Miłki oraz powiat piski. Jest prowadzona przez ojców Bazylianów.